# Copa de baloncesto de Italia
La Copa de baloncesto de Italia o Coppa Italia di pallacanestro maschile es una competición anual organizada por la Federación Italiana de Baloncesto desde el año 1968. La disputan en la actualidad los 8 mejores clasificados de la Serie A de la liga italiana.

## Historia y formato
La primera edición de esta competición tuvo lugar en 1968, y fue ganada por el Fides Napoli. Entre 1975 y 1983 la competición fue suspendida, retomándose en 1984 y jugándose ininterrumpidamente hasta hoy. La fórmula de la competición ha variado con los años, estableciéndose en el año 2000 la que actualmente se utiliza, con los mejores 8 equipos de la primera fase de la liga jugando eliminatorias en 3 días consecutivos, cuartos de final, semifinales y final.

## Resultados
| Año     | Sede            | Campeón                   | Finalista                   | MVP                |
| ------- | --------------- | ------------------------- | --------------------------- | ------------------ |
| 1968    | Bolonia         | Partenope Napoli          | Fortitudo Bologna           | N/A                |
| 1969    | Roma            | Pallacanestro Varese      | Partenope Napoli            | N/A                |
| 1970    | Roma            | Pallacanestro Varese (2)  | Olimpia Milano              | N/A                |
| 1971    | Viareggio       | Pallacanestro Varese (3)  | Partenope Napoli            | N/A                |
| 1972    | Turín           | Olimpia Milano            | Pallacanestro Varese        | N/A                |
| 1973    | Brescia         | Pallacanestro Varese (4)  | Libertas Pallacanestro Asti | N/A                |
| 1974    | Vicenza         | Virtus Bologna            | Snaidero Udine              | N/A                |
| 1975-83 | No se jugó      | No se jugó                | No se jugó                  | No se jugó         |
| 1984    | Bolonia         | Virtus Bologna (2)        | Juvecaserta Basket          | N/A                |
| 1985    | Pésaro / Varese | Scavolini Pesaro          | Pallacanestro Varese        | N/A                |
| 1986    | Bolonia         | Olimpia Milano (2)        | Scavolini Pesaro            | N/A                |
| 1987    | Bolonia         | Olimpia Milano (3)        | Scavolini Pesaro            | N/A                |
| 1988    | Bolonia         | Juvecaserta Basket        | Pallacanestro Varese        | N/A                |
| 1989    | Bolonia         | Virtus Bologna (3)        | Juvecaserta Basket          | N/A                |
| 1990    | Forlì           | Virtus Bologna (4)        | Pallacanestro Virtus Roma   | N/A                |
| 1991    | Bolonia         | Scaligera Basket Verona   | Olimpia Milano              | N/A                |
| 1992    | Forlì           | Scavolini Pesaro (2)      | Benetton Treviso            | N/A                |
| 1993    | Forlì           | Benetton Treviso          | Virtus Bologna              | N/A                |
| 1994    | Casalecchio     | Benetton Treviso (2)      | Scaligera Basket Verona     | Davide Bonora      |
| 1995    | Casalecchio     | Benetton Treviso (3)      | Illycaffe Trieste           | Orlando Woolridge  |
| 1996    | Assago          | Olimpia Milano (4)        | Scaligera Basket Verona     | Rolando Blackman   |
| 1997    | Casalecchio     | Virtus Bologna (5)        | Pallacanestro Cantù         | Branislav Prelevic |
| 1998    | Casalecchio     | Fortitudo Bologna         | Benetton Treviso            | Carlton Myers      |
| 1999    | Casalecchio     | Virtus Bologna (6)        | Pallacanestro Varese        | Alessando Frosini  |
| 2000    | Reggio Calabria | Benetton Treviso (4)      | Virtus Bologna              | Denis Marconato    |
| 2001    | Forlì           | Virtus Bologna            | Scavolini Pesaro (3)        | Rashard Griffith   |
| 2002    | Forlì           | Virtus Bologna (7)        | Montepaschi Siena           | Manu Ginóbili      |
| 2003    | Forlì           | Benetton Treviso (5)      | Pallacanestro Cantù         | Tyus Edney         |
| 2004    | Forlì           | Benetton Treviso (6)      | Scavolini Pesaro            | Jorge Garbajosa    |
| 2005    | Forlì           | Benetton Treviso (7)      | Pallacanestro Reggiana      | Massimo Bulleri    |
| 2006    | Forlì           | Basket Napoli             | Pallacanestro Virtus Roma   | David Hawkins      |
| 2007    | Casalecchio     | Benetton Treviso (8)      | VidiVici Bologna            | Spencer Nelson     |
| 2008    | Casalecchio     | Air Avellino              | VidiVici Bologna            | Devin Smith        |
| 2009    | Casalecchio     | Montepaschi Siena         | La Fortezza Bologna         | Shaun Stonerook    |
| 2010    | Avellino        | Montepaschi Siena         | Canadian Solar Bologna      | Shaun Stonerook    |
| 2011    | Turín           | Montepaschi Siena         | Bennet Cantù                | Kšyštof Lavrinovič |
| 2012    | Turín           | Montepaschi Siena         | Bennet Cantù                | David Andersen     |
| 2013    | Milán           | Montepaschi Siena         | Cimberio Varese             | Daniel Hackett     |
| 2014    | Milán           | Dinamo Sassari            | Montepaschi Siena           | Travis Diener      |
| 2015    | Desio           | Dinamo Sassari            | Olimpia Milano              | David Logan        |
| 2016    | Assago          | Olimpia Milano            | Felice Scandone Avellino    | Rakim Sanders      |
| 2017    | Rimini          | Olimpia Milano            | Dinamo Sassari              | Ricky Hickman      |
| 2018    | Florencia       | Fiat Torino               | Basket Brescia Leonessa     | Vander Blue        |
| 2019    | Florencia       | Vanoli Cremona            | New Basket Brindisi         | Drew Crawford      |
| 2020    | Pesaro          | Umana Reyer Venezia       | Happy Casa Brindisi         | Austin Daye        |
| 2021    | Assago          | AX Armani Exchange Milano | Carpegna Prosciutto Pesaro  | Luigi Datome       |
| 2022    | Pesaro          | AX Armani Exchange Milano | Derthona Basket             | Malcolm Delaney    |
| 2023    | Turín           | Pallacanestro Brescia     | Virtus Segafredo Bologna    | Amedeo Della Valle |
| 2024    | Turín           | GeVi Napoli               | EA7 Emporio Armani Milano   | Michał Sokołowski  |
| 2025    | Turín           | Aquila Basket Trento      | EA7 Emporio Armani Milano   | Quinn Ellis        |

### Títulos por equipo
| Títulos | Equipo |
| ------- | --- |
| 8       | Virtus Pallacanestro Bologna Pallacanestro Treviso Olimpia Milano |
| 4       | Pallacanestro Varese |
| 3       | Mens Sana Siena |
| 2       | Victoria Libertas Pesaro Dinamo Sassari |
| 1       | Napoli Basket Pallacanestro Brescia Reyer Venezia Mestre Scandone Avellino Basket Napoli Fortitudo Pallacanestro Bologna Scaligera Basket Verona Juvecaserta Basket Partenope Napoli Basket Auxilium Pallacanestro Torino Vanoli Cremona Aquila Basket Trento |